# 宗座瑞士近衛隊

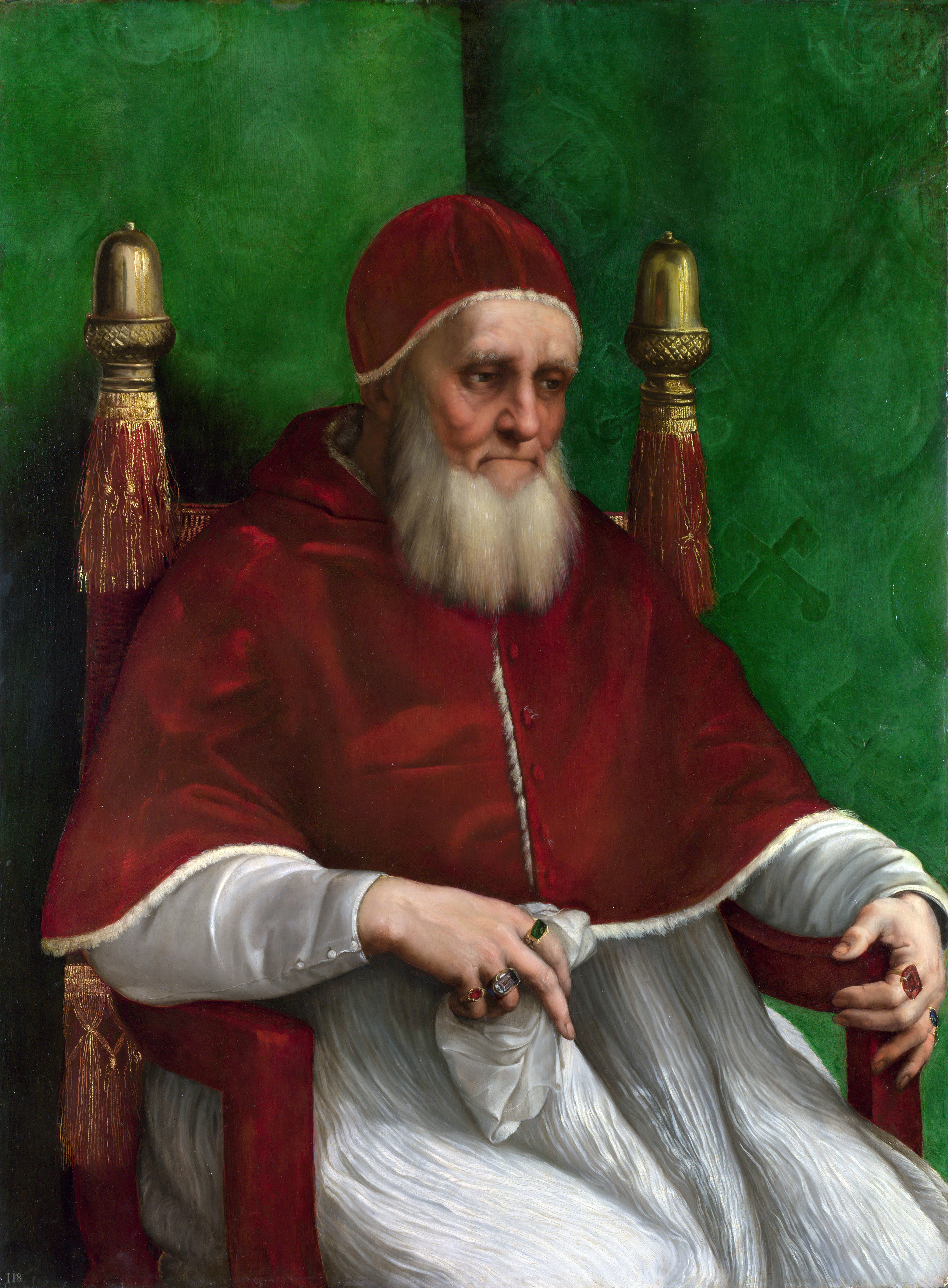
教宗儒略二世

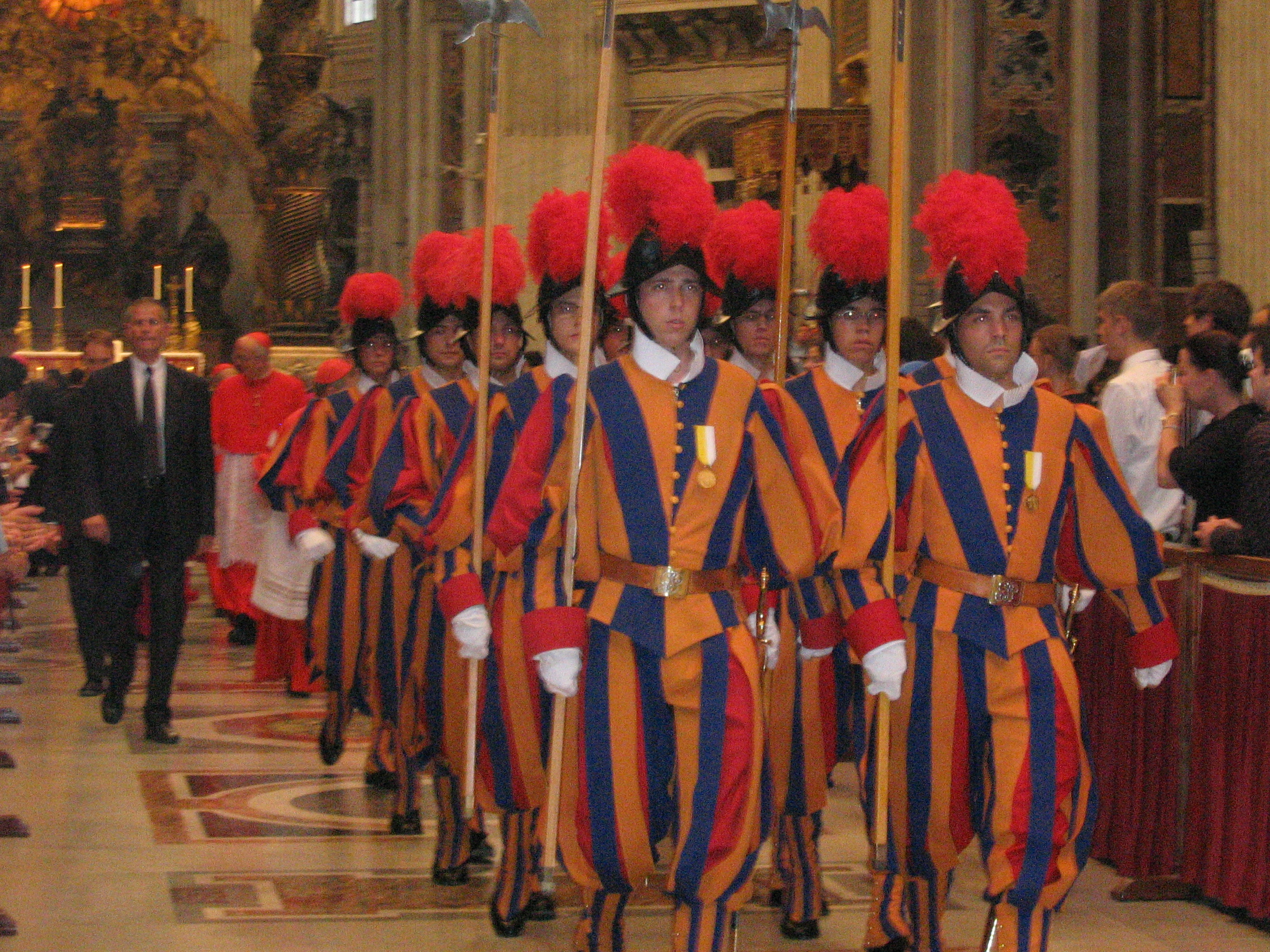
聖伯多祿大殿內的宗座瑞士近衛隊

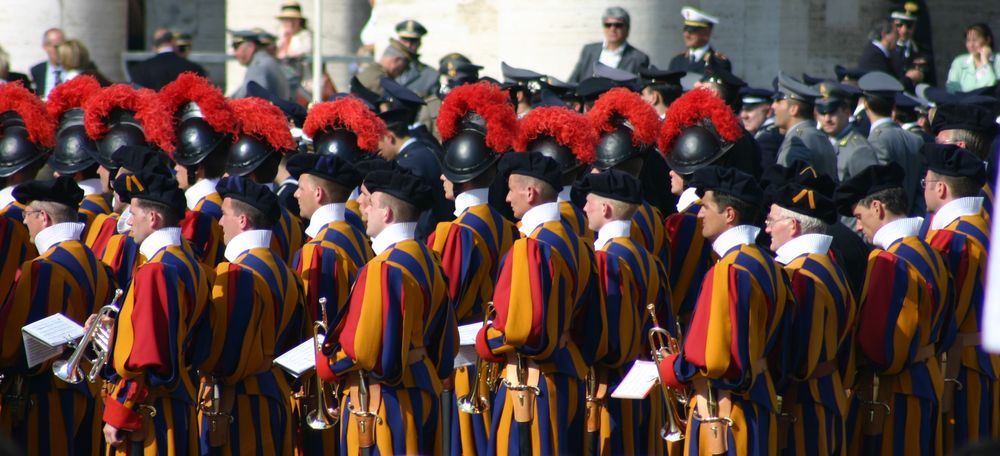
宗座瑞士近衛隊

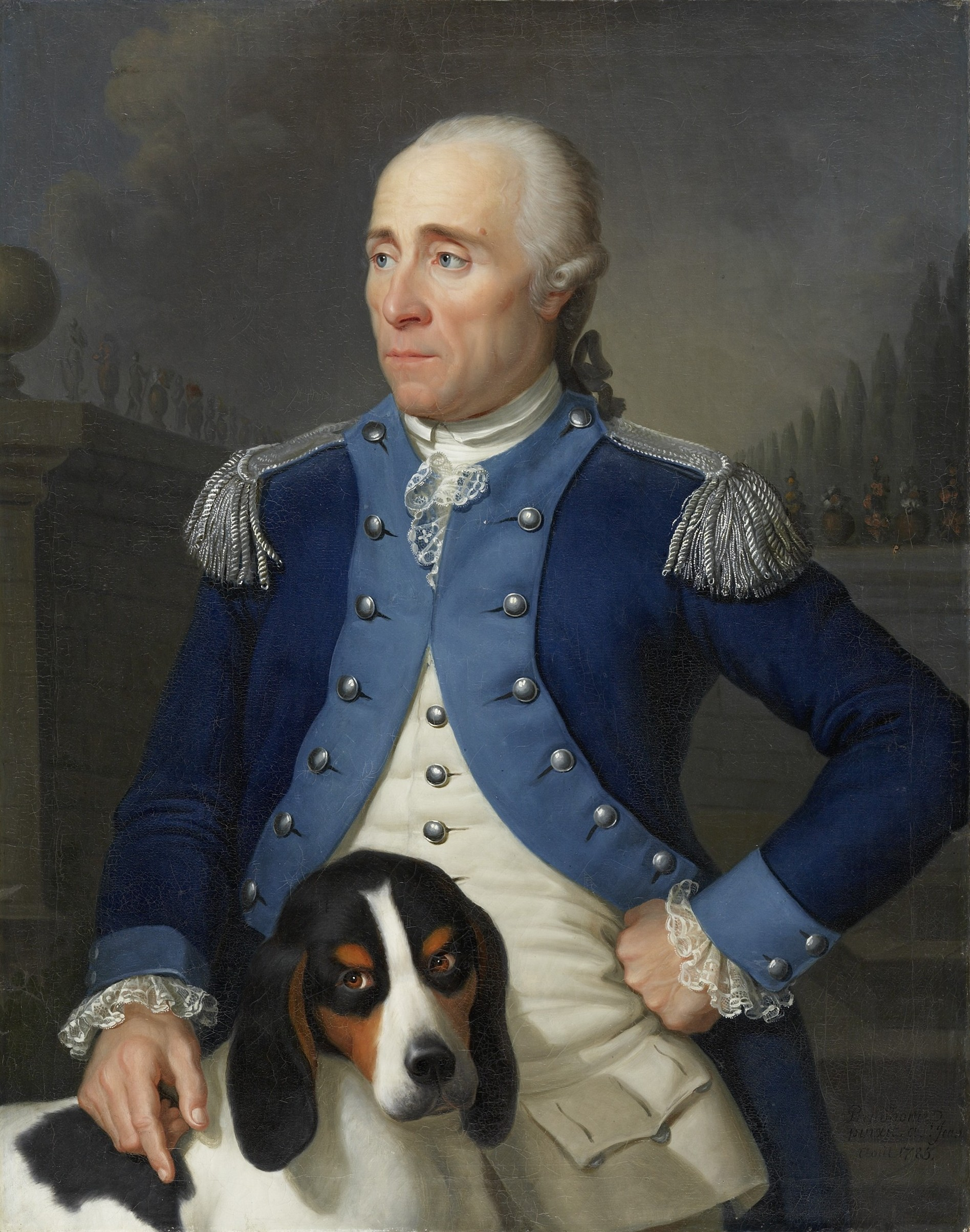
1785年在荷蘭的指揮官弗朗茨·魯道夫·弗利卿上校。吉恩·皮徳弘畫。

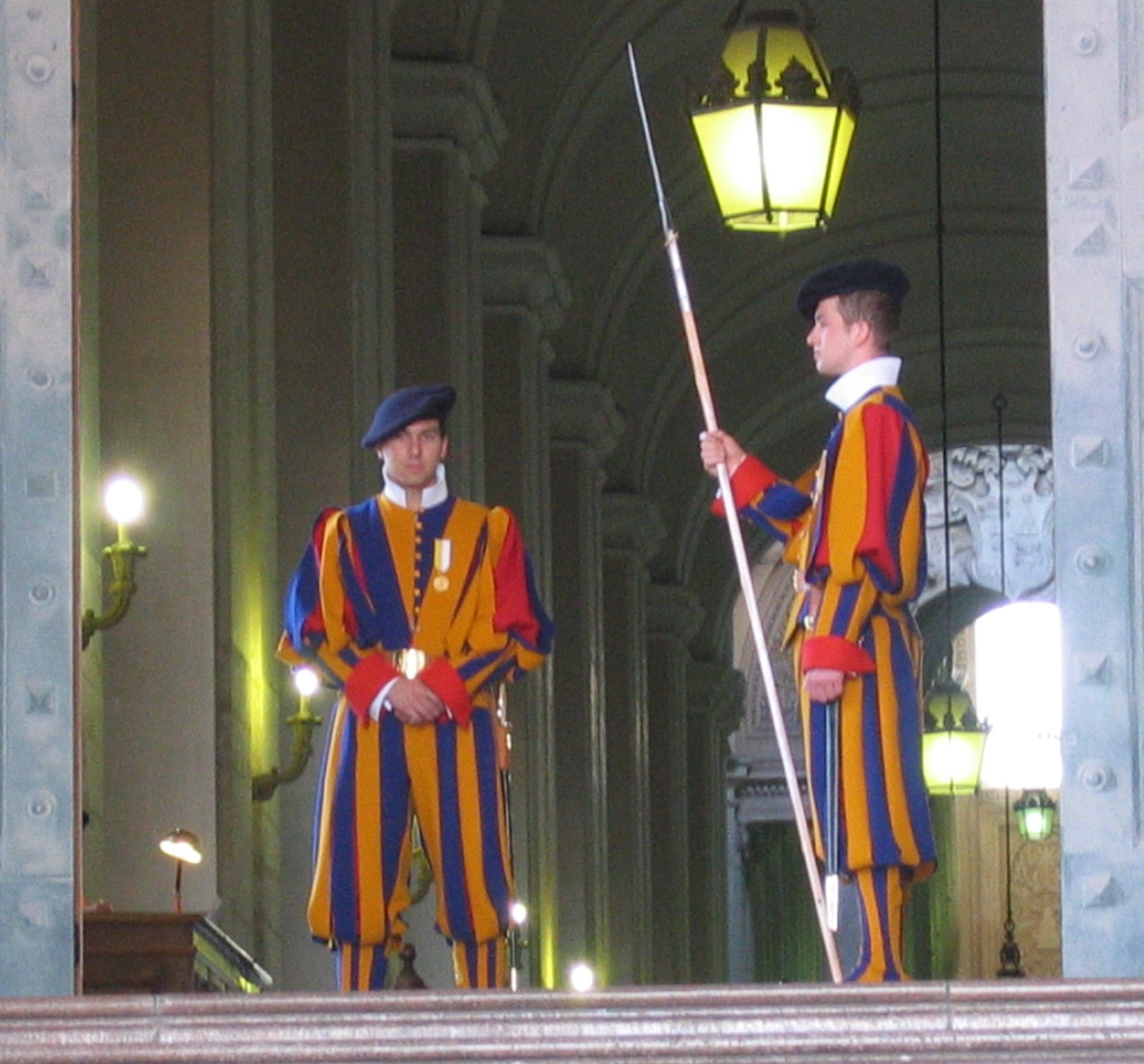
宗座瑞士近衛隊隊員在梵蒂岡城的青銅門。

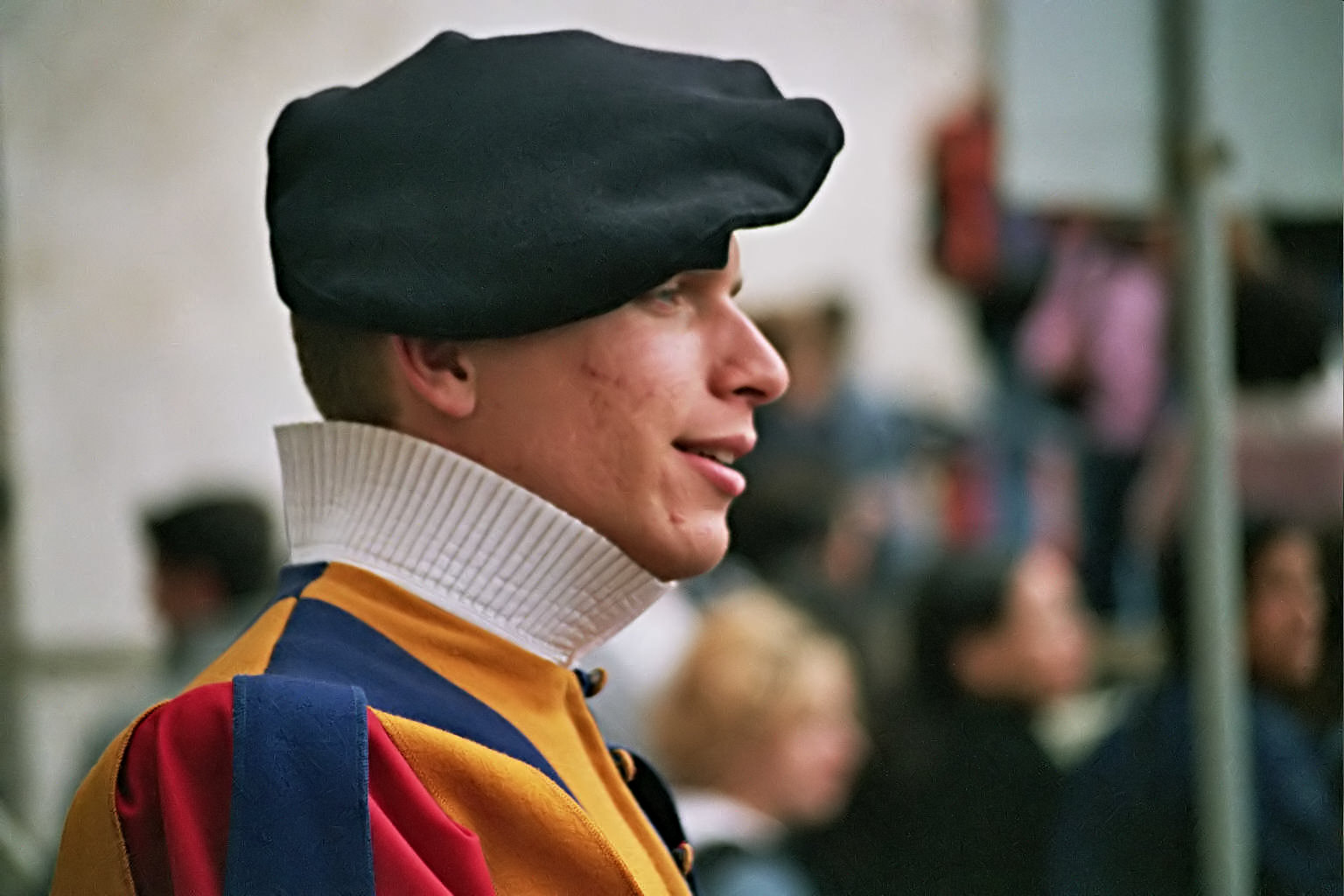
穿著傳統制服的宗座瑞士近衛隊隊員。

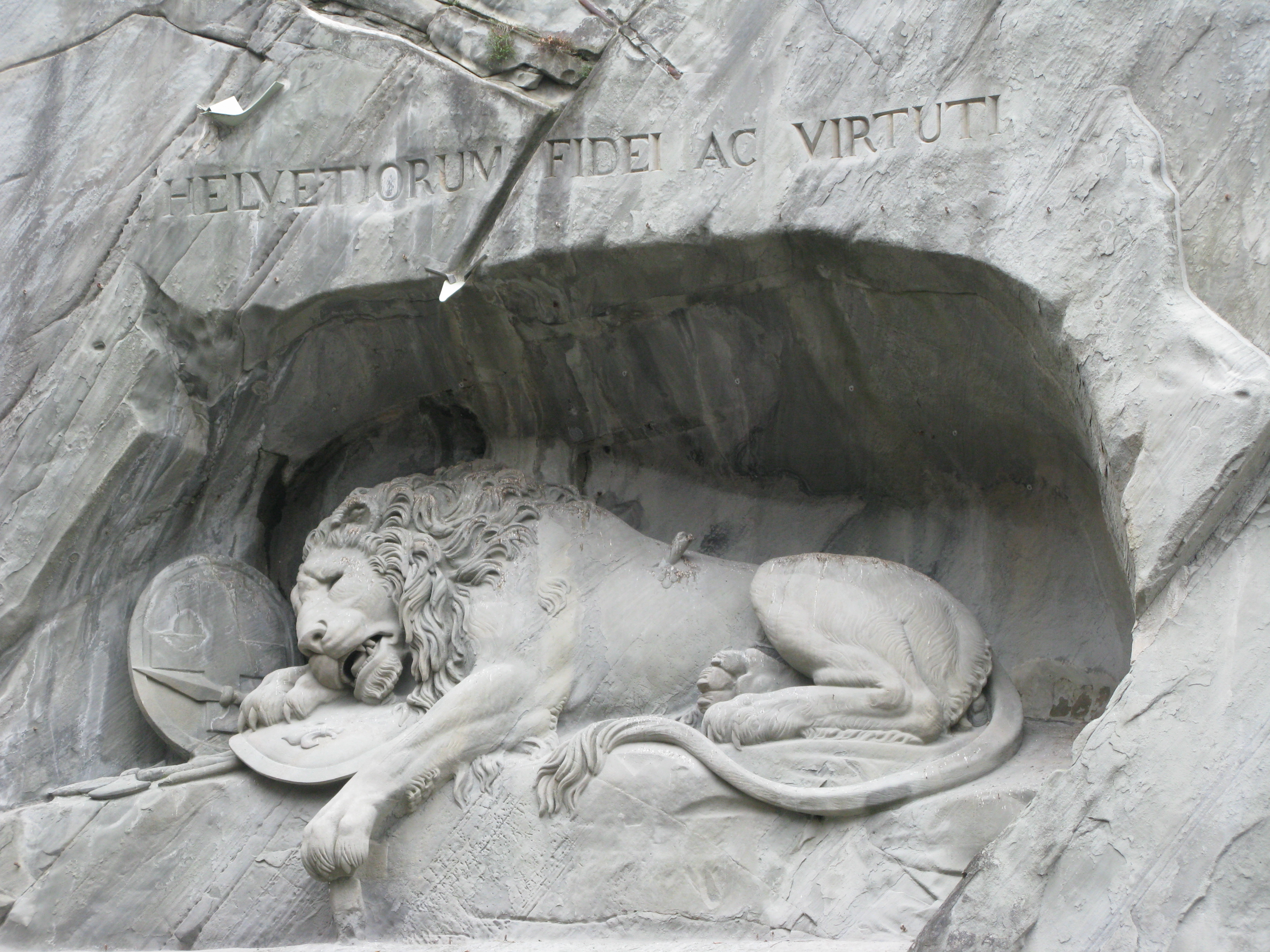
在瑞士盧塞恩鑄有拉丁文“獻給忠誠和勇敢的瑞士”（HELVETIORUM FIDEI AC VIRTUTI）給宗座瑞士近衛隊以紀念在1792年8月10日、9月2日及9月3日保衛巴黎杜伊勒里宮戰鬥中約1100名所有宗座瑞士近衛隊隊員的垂死獅子像。巴特爾·托瓦爾森鑄。

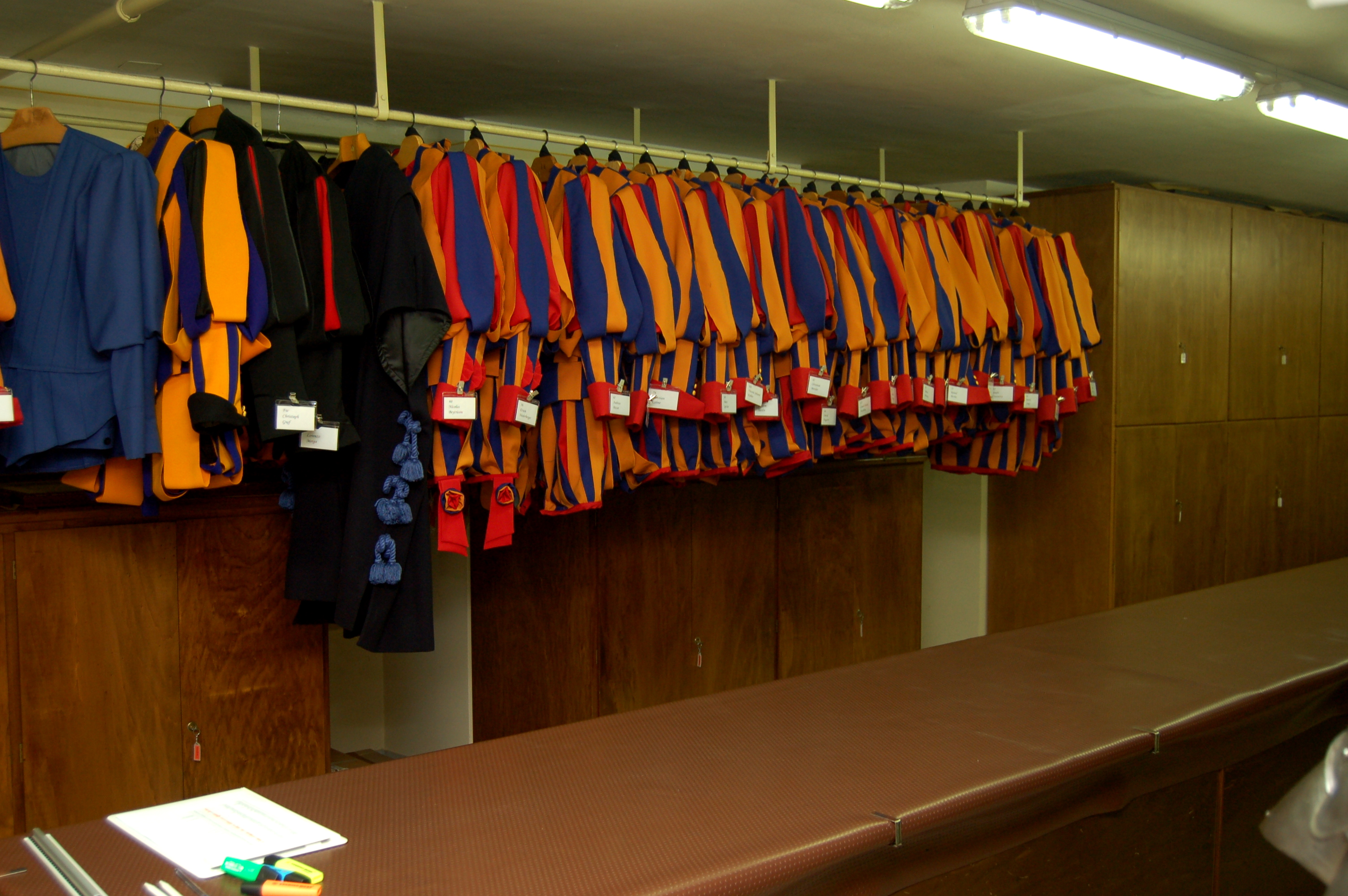
在軍械庫的近衛隊制服

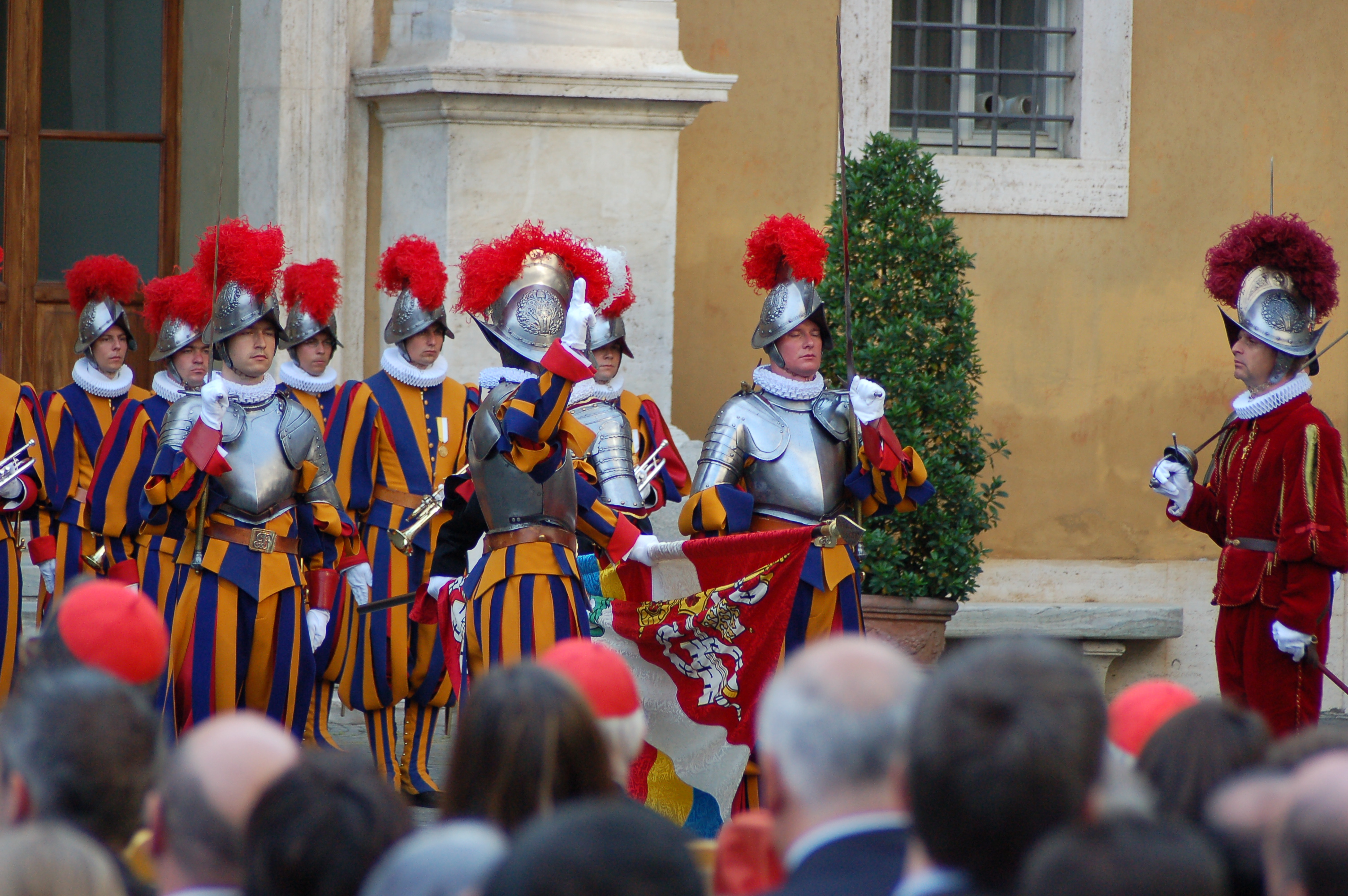
宣誓就職的宗座瑞士近衛隊

教宗本篤十六世在位時的隊旗

宗座瑞士近衛隊（拉丁語：Pontificia Cohors Helvetica），通稱瑞士衛隊，是聖座的一支武裝部隊、儀隊和保衛安全部隊，負責保護梵蒂岡境內的教宗和宗座宮。於1506年由教宗儒略二世建立，是現存最古老的軍事組織之一。

## 特色
宗座瑞士近衛隊的制服包含藍色、紅色、橙色和黃色，具有明顯的文藝復興時期外觀。現代宗座瑞士近衛隊的性質就如同教宗的保鏢一樣。宗座瑞士近衛隊配備的武器包含了傳統的斧槍以及多項現代武器。由於在1981年曾經發生若望·保祿二世暗殺事件，宗座瑞士近衛隊的重點任務也增加了保護非儀式人員，而在其訓練過程，也可明顯看到對於徒手格鬥和輕兵器的大幅增加。

## 職責
宗座瑞士近衛隊是保護天主教會、聖座、羅馬教廷和教宗本人的僱傭軍團，隊員原本為受僱於保護教宗本人的傭兵，近代開始已漸漸轉變為保障梵蒂岡城內羅馬教廷人員財產安全、類近兼顧近衛儀仗和保安性質的私人軍事承包商，服役年限差不多介於2年和25年之間。

## 歷史
1527年5月6日的羅馬之劫期間，宗座瑞士近衛隊為履行職責掩護教宗撤離而進行了慘烈的戰鬥，189名士兵中有147人陣亡。5月6日也因此被作為宗座瑞士近衛隊重要的紀念日，2006年5月6日，宗座瑞士近衛隊成立500週年，梵蒂岡舉行了盛大的紀念活動。宗座瑞士近衛隊同時也得到了絕對忠誠的評價，後再次重建，直到今天都是梵蒂岡的保護力量以及儀式象徵。
法國也曾經與瑞士僱傭兵建立合約，組建了隸屬法國的瑞士衛隊，這支軍隊活躍在意大利戰爭中，也在17世紀到18世紀中擔任了護衛王室的任務，以其紀律和忠誠出名。法國大革命時期，僱傭兵制度被取消，但拿破崙和復闢王朝軍隊中均保留有瑞士籍貫的士兵，可視作衛隊制度的延續。
1874年，瑞士聯邦憲法確立其中立政策並規定禁止國民接受外國軍事雇傭，但仍有大量志願者参加軍隊，直到1927年开始正式採取執法行動阻止；但瑞士政府仍於同年裁決給予梵蒂岡例外豁免，主要原因是瑞士衛隊為梵蒂岡唯一的武裝部隊，若失去瑞士人兵員的話羅馬教廷無法獨立獲得任何有效保護。基於天主教為瑞士國內最大宗教，教徒甚為虔誠，瑞士政府最後同意向聖座作出讓步。
雖然英國的英王近衛隊是成立於宗座瑞士近衛隊成立的21年前的1485年，但現在的英王衛士是一個榮譽性質與儀式性質的部隊，因此宗座瑞士近衛隊目前是最古老的活躍軍事單位。

### 指揮官名單
從1506年至今，宗座瑞士近衛隊共有35名指揮官並服侍過51名教宗，期間曾經於1527年至1548年羅馬之劫、1564年至1565年、1704年至1712年、以及1798年至1799年接續法國入侵時中斷過。而在35名指揮官之中，有24名指揮官是卢塞恩的公民（現任指揮官克裏斯托夫‧格拉夫並不是，他是來自琉森州的普法夫瑙）。1652年至1847年期間，宗座瑞士近衛隊的指揮官幾乎呈現繼承的模式，共有十名指揮官來自於卢塞恩的普菲费尔家族。有兩名指揮官來自蘇黎世，並在瑞士改革服務。而在近代，有三名指揮官來自聖加侖，兩名指揮官來自佛立堡，各有一名指揮官分別來自於索洛圖恩、格勞賓登州、以及瓦萊州。
1. 卡斯帕·冯·西勒嫩（英语：Kaspar von Silenen）（1506-1517年，来自卢塞恩州）：儒略二世（德拉·羅維雷家族）、良十世（麥第奇家族）
2. 马克思·勒伊斯特（英语：Marx Röist）（1518-1524年，來自蘇黎世州）：良十世、亞德六世、克勉七世（麥第奇家族）
3. 卡斯帕·勒伊斯特（英语：Caspar Röist）（1524-1527年，來自蘇黎世州）：克勉七世（宗座瑞士近衛隊在羅馬之劫後解散）
4. 约斯特·冯·梅根（義大利語：Jost von Meggen）（1548-1559年，来自卢塞恩州）：保祿三世、儒略三世、才祿二世、保祿四世
5. 卡斯帕·利奧·馮·希勒嫩（1559-1564年，来自卢塞恩州）：庇護四世（麥第奇家族）
6. 约斯特·塞格塞尔·冯·布鲁内格（德语：Jost Segesser von Brunegg）（1566-1592年，来自卢塞恩州）：庇護五世、額我略十三世、西斯都五世、伍朋七世、額我略十四世、依諾增爵九世、克勉八世
7. 斯特凡·亚历山大·塞格塞尔·冯·布鲁内格（德语：Stephan Alexander Segesser von Brunegg）（1592-1629年，来自卢塞恩州）：克勉八世、良十一世（麥第奇家族）、保祿五世（博爾蓋塞家族）、額我略十五世、烏爾巴諾八世（巴貝里尼家族）
8. 尼古劳斯·弗莱肯施泰因（義大利語：Nikolaus Fleckenstein）（1629-1640年，来自卢塞恩州）：烏爾巴諾八世
9. 约斯特·弗莱肯施泰因（德语：Jost Fleckenstein）（1640-1652年，来自卢塞恩州）：烏爾巴諾八世、依諾增爵十世
10. 约翰·鲁道夫·普菲费尔·冯·阿尔蒂斯霍芬（德语：Johann Rudolf Pfyffer von Altishofen）（1652-1657年，来自卢塞恩州）：依諾增爵十世、歷山七世
11. 路德维希·普菲费尔·冯·阿尔蒂斯霍芬（德语：Ludwig Pfyffer von Altishofen (Schweizergardist)）（1658-1686年，来自卢塞恩州）：歷山七世、克勉九世、克勉十世、依諾增爵十一世
12. 弗朗茨·普菲费尔·馮·阿爾蒂斯霍芬（1686-1696年，来自卢塞恩州）：依諾增爵十一世、歷山八世、依諾增爵十二世
13. 約翰·卡斯帕·邁爾·馮·巴爾代格（義大利語：Johann Kaspar Mayr von Baldegg）（1696-1704年，来自卢塞恩州）：依諾增爵十二世、克勉十一世
14. 約翰·康拉德·普菲费尔·馮·阿爾蒂斯霍芬（1712-1727年，来自卢塞恩州）：克勉十一世、依諾增爵十三世、本篤十三世
15. 弗朗茨·路德維希·普菲费尔·冯·阿尔蒂斯霍芬（德语：Franz Ludwig Pfyffer von Altishofen）（1727-1754年，来自卢塞恩州）：本篤十三世、克勉十二世、本篤十四世
16. 約斯特·伊格納茨·普菲费尔·馮·阿爾蒂斯霍芬（1754-1782年，来自卢塞恩州）：本篤十四世、克勉十三世、克勉十四世、庇護六世
17. 弗朗茨·阿洛伊斯·普菲费尔·馮·阿爾蒂斯霍芬（1783-1798年，来自卢塞恩州）：庇護六世
18. 卡爾·萊奧德加爾·普菲费尔·馮·阿爾蒂斯霍芬（1800-1834年，来自卢塞恩州）：庇護七世、良十二世、庇護八世、額我略十六世
19. 馬丁·普菲费尔·馮·阿爾蒂斯霍芬（1835-1847年，来自卢塞恩州）：額我略十六世、庇護九世
20. 弗朗茨·克萨韦尔·利奧波德·馮·绍恩塞（1847-1860年，来自卢塞恩州）：庇護九世
21. 阿尔弗雷德·馮·松嫩貝格（1860-1878年，来自卢塞恩州）：庇護九世
22. 路易-马丁·德·库尔唐（法语：Louis-Martin de Courten）（1878-1901年，来自瓦莱州）：良十三世
23. 利奧波德·邁爾·馮·绍恩塞（1901-1910年，来自卢塞恩州）：良十三世、庇護十世
24. 朱爾·勒蓬（英语：Jules Repond）（1910-1921年，來自弗里堡州）：庇護十世、本篤十五世
25. 阿洛伊斯·希施比尔（英语：Alois Hirschbühl）（1921-1935年，來自格勞賓登州）：本篤十五世、庇護十一世
26. 格奥尔格·冯·叙里·达斯普勒蒙（1935-1942年，來自索洛圖恩州）：庇護十一世、庇護十二世
27. 海因里希·普菲费尔·馮·阿爾蒂斯霍芬（1942-1957年，来自卢塞恩州）：庇護十二世
28. 罗伯特·宁利斯特（德语：Robert Nünlist）（1957-1972年，来自卢塞恩州）：庇護十二世、若望二十三世、保祿六世
29. 弗朗茨·普菲费尔·馮·阿爾蒂斯霍芬（1972-1982年，来自卢塞恩州）：保祿六世、若望·保祿一世、若望·保祿二世
30. 罗兰·布克斯（德语：Roland Buchs）（1982-1997年，1998年，來自弗里堡州）：若望·保祿二世
31. 阿洛伊斯·埃斯特曼（1998年，来自卢塞恩州）：若望·保祿二世
32. 皮乌斯·泽格米勒（英语：Pius Segmüller）（1998-2002年，來自聖加侖州）：若望·保祿二世
33. 埃尔马·梅德（英语：Elmar Mäder）（2002-2008年，來自聖加侖州）：若望·保祿二世、本篤十六世
34. 丹尼尔·安里希（英语：Daniel Anrig）（2008-2015年，來自聖加侖州）：本篤十六世、方濟各
35. 克里斯托夫·格拉夫（英语：Christoph Graf）（2015年至今，來自卢塞恩州）：方濟各

## 宗座瑞士近衛隊甄選標準和條件
由於宗座瑞士近衛隊主要的目的為保護教宗、樞機團及所有屬於教宗的建築，任務重大，因此甄選標準會相似於其他國家的國家憲兵。
條件如下：
- 必須是瑞士天主教徒的男性公民
- 必須完成瑞士軍隊的基本訓練，並能獲得良好行為證書
- 年齡19歲至30歲之間
- 身高至少1.74米（5英尺8.5英寸）
- 加入卫队时，候选人必须是未婚。卫兵必须年满25岁，已经服役五年，并承诺再服役三年才可以结婚。
- 起碼要有高中畢業的文憑[5][6]

## 宣誓
合格的宗座瑞士近衛隊隊員候選人如果接受此職務，會固定於5月6日在聖達馬索庭院（義大利語：Cortile di San Damaso）宣誓就職，這個日期是為了紀念羅馬之劫中殉道的瑞士兵。

### 誓言
宣誓的時候，會分別由隨軍神父及新上任的宗座瑞士近衛隊隊員說出誓言（主要是德文）。先由隨軍神父說出引導文：
（德文）[教宗名號]
（義大利文）【在任教宗名號】
（法文）【在任教宗名號】
（英文翻譯）【在任教宗名號】
（中文翻譯）我發誓，我將忠實、忠誠、光榮地服務於教宗【在任教宗名號】及他合法的繼承人。我也全心全意的投入我所有的力量奉獻給他們，如有犧牲的必要，我也會以生命捍衛他們。當宗座出缺時，我也對神聖的樞機團裡所有的主教們同樣的承諾。此外，我發誓對我的指揮官和部隊裡其他的弟兄長官們尊重、忠誠和服從。以上宣誓！願天主和我們的主保聖人們幫助我！
當新上任宗座瑞士近衛隊隊員的名字被喊到時，他必須靠近宗座瑞士近衛隊的隊幟，並以左手舉起，而他的右手拇指、食指及中指圍成一個手勢，象徵神聖的三位一體，以其本人的母語說：
(德文) [新上任宗座瑞士近衛隊隊員的名字]
(義大利文) [新上任宗座瑞士近衛隊隊員的名字]
(法文) [新上任宗座瑞士近衛隊隊員的名字]
(英文翻譯) [新上任宗座瑞士近衛隊隊員的名字]
(中文翻譯) "我，[新上任宗座瑞士近衛隊隊員的名字]，我發誓會勤勉盡責並忠實地遵守以上所述，願天主認可我，我們的主保聖人們幫助我。"

## 制服

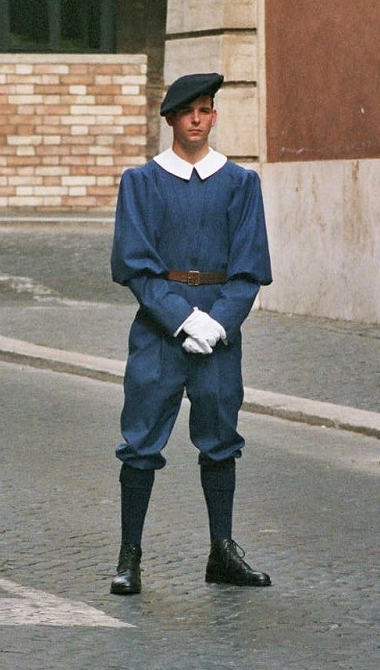
宗座瑞士近衛隊值勤士兵制服

宗座瑞士近衛隊制服充滿文藝復興時期風格，重量均為8磅（約3.6公斤），且每件皆為依隊員身材量身訂做的，而宗座瑞士近衛隊的制服常常被誤會由米開蘭基羅所設計，事實上近現代的制服是由當年的宗座瑞士近衛隊隊長朱爾·勒蓬於1914年設計，他由16世紀對於宗座瑞士近衛隊的描述，和文藝復興三傑之一的米開朗基羅，以及同為文藝復興三傑的拉斐爾替儒略二世畫的壁畫中獲得設計的靈感。而宗座瑞士近衛隊正式的制服其實還包含了義大利文藝復興男性常見的喇叭裙。而所謂16世紀對於宗座瑞士近衛隊的描述，來自於雅各布·科皮於1577年，描繪李锡尼娅·欧多克西亚與教宗西斯篤三世交談的壁畫。這幅畫已可以看出與現今宗座瑞士近衛隊制服的相似處：包含了三色的制服、皮靴、白色手套、流蘇高領、以及黑色貝雷帽或是黑色無面高頂盔（高階軍官為銀色），士官穿著黑色上衣搭配深紅色調的緊身褲，而軍官則穿著全深紅色的制服。宗座瑞士近衛隊制服中的藍色和黃色色調，從十六世紀開始使用，據說是來自於儒略二世的家族德拉·羅維雷其家族紋章；至於制服中的紅色色調，則是來自於教宗良十世的家族麥第奇其家族紋章。
一般隊員及副下士穿著“三色”（黃色，藍色和紅色）制服，且沒有佩掛任何軍階，外表除了制服大小外並無不同。至於下士的制服，在袖口的部分，有紅色的編織徽章，且持有的戟更像茅的樣子。頭部的部分，通常是黑色貝雷帽，或是帶有紅色、白色、黃色和黑色以及紫色鴕鳥羽毛的黑色（高階軍官為銀色）無面高頂盔上，前者主要在擔任守衛職務或演習時配戴，後者則在禮儀儀式，例如宣誓就職儀式或接待外國元首、外賓時配戴。而傳統上，羽毛是使用亮豔環頸雉或是蒼鷺的羽毛。而高階的軍官們，則有不同形式的制服。所有士官的制服基本上與士兵是一樣的，除了黑色長袍和紅色馬褲。士官的頭盔上都會有一根紅色羽毛，但士官長的頭盔則是白色羽毛，以顯示獨特性。當宗座瑞士近衛隊著儀式制服時，士官會有不同的枚徽，且胸前會有金線穿越。
高階軍官（指揮官、副指揮官和少校）的制服會用全深紅色的制服、袖口的金色刺繡、以及完全不同樣式的馬褲來和士兵及士官的制服做區隔，而他們也佩有一隻長劍可以用來指揮小隊或中隊。在著儀式制服時，除指揮官的頭盔配白色羽毛外，其他軍士官兵頭盔皆配紫色羽毛。而在出席儀式時，指揮官和參謀長（通常由副指揮官擔任）會著盔甲。而在這樣的場合，所謂的“完整盔甲”，是包含袖部都必須穿著盔甲。除典禮場合外，一般守衛時會著值勤制服。
宗座瑞士近衛隊的制服裁縫工作，會在梵蒂岡軍營內部進行，每個隊員的制服都是量身訂做的。而文藝復興風格的儀式制服重達8磅（3.6），可能是現今任何常備軍所使用最重、最複雜的制服。單一一件儀式制服就包含了154片布料，需要至少32小時的製作和三次的試穿調整才能正式完成製作。
現代宗座瑞士近衛隊的值勤制服更加具備功能性，制服配色有著比傳統三色更簡潔的深藍色，配戴簡單的棕色腰帶、平白色領口、以及黑色貝雷帽；而若是新兵或是進行步槍訓練時，則會改為穿著淺藍色的制服，配戴棕色腰帶；若是在寒冷或惡劣天氣時，則會在普通值勤制服外再穿著一件深藍色披肩。

## 軍階

### 軍官
- 校級
  - 上校（OF-5（英语：Ranks and insignia of NATO armies officers））：上校是宗座瑞士近衛隊中最高級的軍階。在宗座瑞士近衛隊中，僅指揮官領上校軍階。
  - 中校（OF-4）：中校是宗座瑞士近衛隊中次高級的軍階。在宗座瑞士近衛隊中，僅副指揮官領中校軍階。
  - 隨軍司鐸：視同領中校銜
  - 少校（OF-3）
- 尉級
  - 上尉（OF-2）

### 士官
- 軍士長（OR-7（英语：Ranks and insignia of NATO armies enlisted））
- 中士（OR-5）
- 下士（OR-4）
- 副下士（OR-3）：軍階等級相當於其他國家軍隊的上等兵或者是一等兵。

### 士兵
- 戟兵（OR-1）

### 軍階及肩章
| 北約軍階代號 | OF-10  | OF-10  | OF-9   | OF-9   | OF-8   | OF-8   | OF-7   | OF-7   | OF-6   | OF-6   | OF-5       | OF-5       | OF-4         | OF-4         | OF-3         | OF-3         | OF-2     | OF-2     | OF-1   | OF-1   | OF-1   | OF-1   | OF-1   | OF-1   | OF(D)  | OF(D)  | OF(D)  | OF(D)  | OF(D)  | OF(D)  | OF(D)  | OF(D)  | OF(D)  | OF(D)  | OF(D)  | OF(D)  |
| ------------ | ------ | ------ | ------ | ------ | ------ | ------ | ------ | ------ | ------ | ------ | ---------- | ---------- | ------------ | ------------ | ------------ | ------------ | -------- | -------- | ------ | ------ | ------ | ------ | ------ | ------ | ------ | ------ | ------ | ------ | ------ | ------ | ------ | ------ | ------ | ------ | ------ | ------ |
| 梵蒂岡       | 未設置 | 未設置 | 未設置 | 未設置 | 未設置 | 未設置 | 未設置 | 未設置 | 未設置 | 未設置 | 上校指揮官 | 上校指揮官 | 中校副指揮官 | 中校副指揮官 | 少校首席代表 | 少校首席代表 | 上尉     | 上尉     | 未設置 | 未設置 | 未設置 | 未設置 | 未設置 | 未設置 | 未設置 | 未設置 | 未設置 | 未設置 | 未設置 | 未設置 | 未設置 | 未設置 | 未設置 | 未設置 | 未設置 | 未設置 |
| 梵蒂岡       | 未設置 | 未設置 | 未設置 | 未設置 | 未設置 | 未設置 | 未設置 | 未設置 | 未設置 | 未設置 | 上校指揮官 | 上校指揮官 | 中校副指揮官 | 中校副指揮官 | 少校首席代表 | 少校首席代表 | 上尉隊長 | 上尉隊長 | 未設置 | 未設置 | 未設置 | 未設置 | 未設置 | 未設置 | 未設置 | 未設置 | 未設置 | 未設置 | 未設置 | 未設置 | 未設置 | 未設置 | 未設置 | 未設置 | 未設置 | 未設置 |

| 北約軍階代號 | OR-9   | OR-9   | OR-9   | OR-9   | OR-9   | OR-9   | OR-8   | OR-8   | OR-7   | OR-7   | OR-6   | OR-6   | OR-6   | OR-6   | OR-6   | OR-6   | OR-5 | OR-5 | OR-5 | OR-5 | OR-5 | OR-5 | OR-4 | OR-4 | OR-4 | OR-4 | OR-3   | OR-3   | OR-2   | OR-2   | OR-2   | OR-2   | OR-2   | OR-2   | OR-1 | OR-1 |
| ------------ | ------ | ------ | ------ | ------ | ------ | ------ | ------ | ------ | ------ | ------ | ------ | ------ | ------ | ------ | ------ | ------ | ---- | ---- | ---- | ---- | ---- | ---- | ---- | ---- | ---- | ---- | ------ | ------ | ------ | ------ | ------ | ------ | ------ | ------ | ---- | ---- |
| 梵蒂岡       | 未設置 | 未設置 | 未設置 | 未設置 | 未設置 | 未設置 | 未設置 | 未設置 |        |        | 未設置 | 未設置 | 未設置 | 未設置 | 未設置 | 未設置 |      |      |      |      |      |      |      |      |      |      |        |        | 未設置 | 未設置 | 未設置 | 未設置 | 未設置 | 未設置 |      |      |
| 梵蒂岡       | 未設置 | 未設置 | 未設置 | 未設置 | 未設置 | 未設置 | 未設置 | 未設置 | 軍士長 | 軍士長 | 未設置 | 未設置 | 未設置 | 未設置 | 未設置 | 未設置 | 中士 | 中士 | 中士 | 中士 | 中士 | 中士 | 下士 | 下士 | 下士 | 下士 | 副下士 | 副下士 | 未設置 | 未設置 | 未設置 | 未設置 | 未設置 | 未設置 | 隊員 | 隊員 |

| 上校指揮官 | 中校副指揮官      | 少校首席代表 | 上尉隊長 | 軍士長 | 中士 | 下士 | 副下士 |
| ---------- | ----------------- | ------------ | -------- | ------ | ---- | ---- | ------ |
| 1人        | 1+1人（隨軍司鐸） | 1人          | 2人      | 1人    | 5人  | 10人 | 10人   |
|            |                   |              |          |        |      |      |        |

## 裝備

### 儀仗用冷兵器

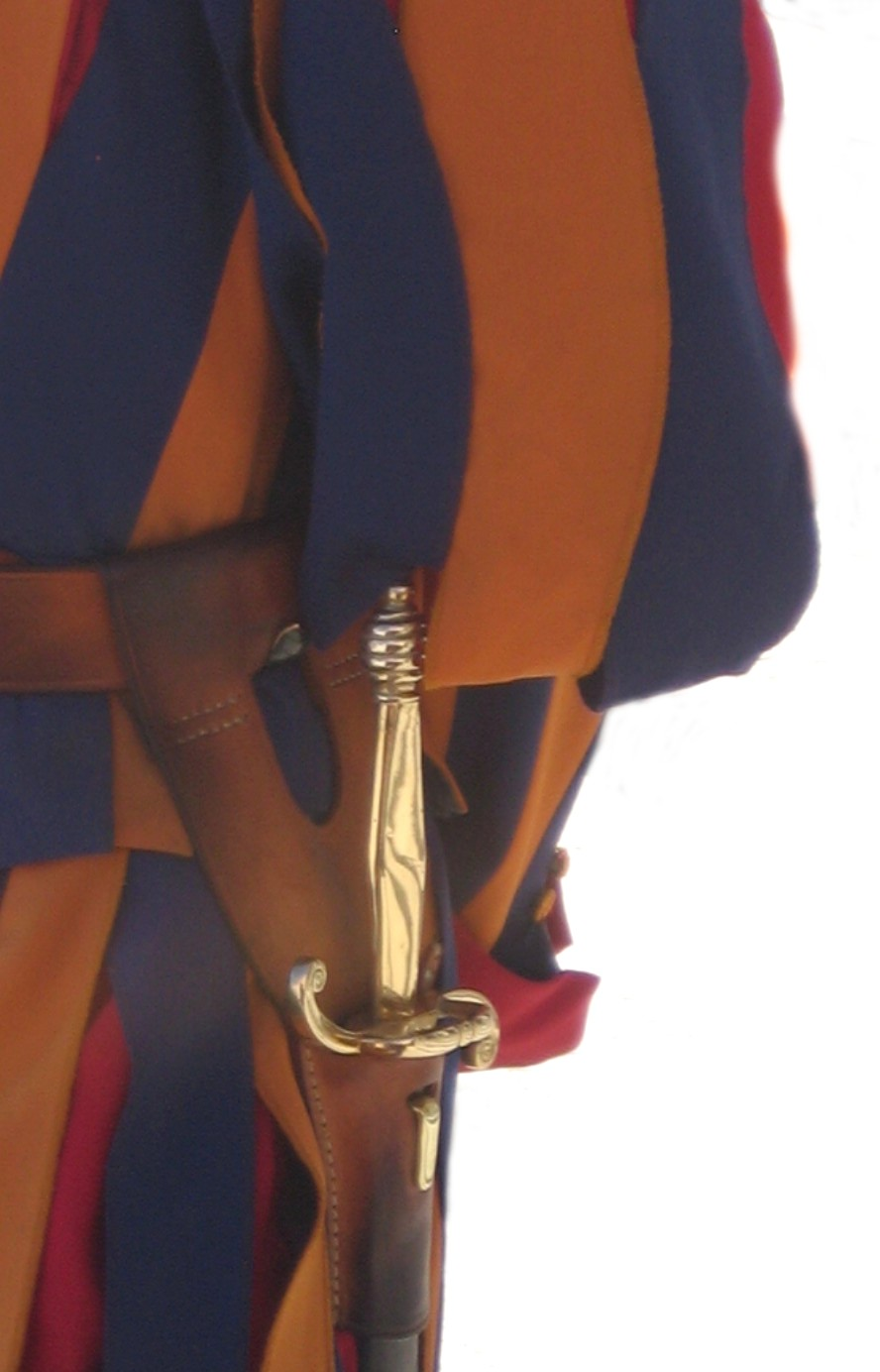
宗座瑞士近衛隊所配戴的劍

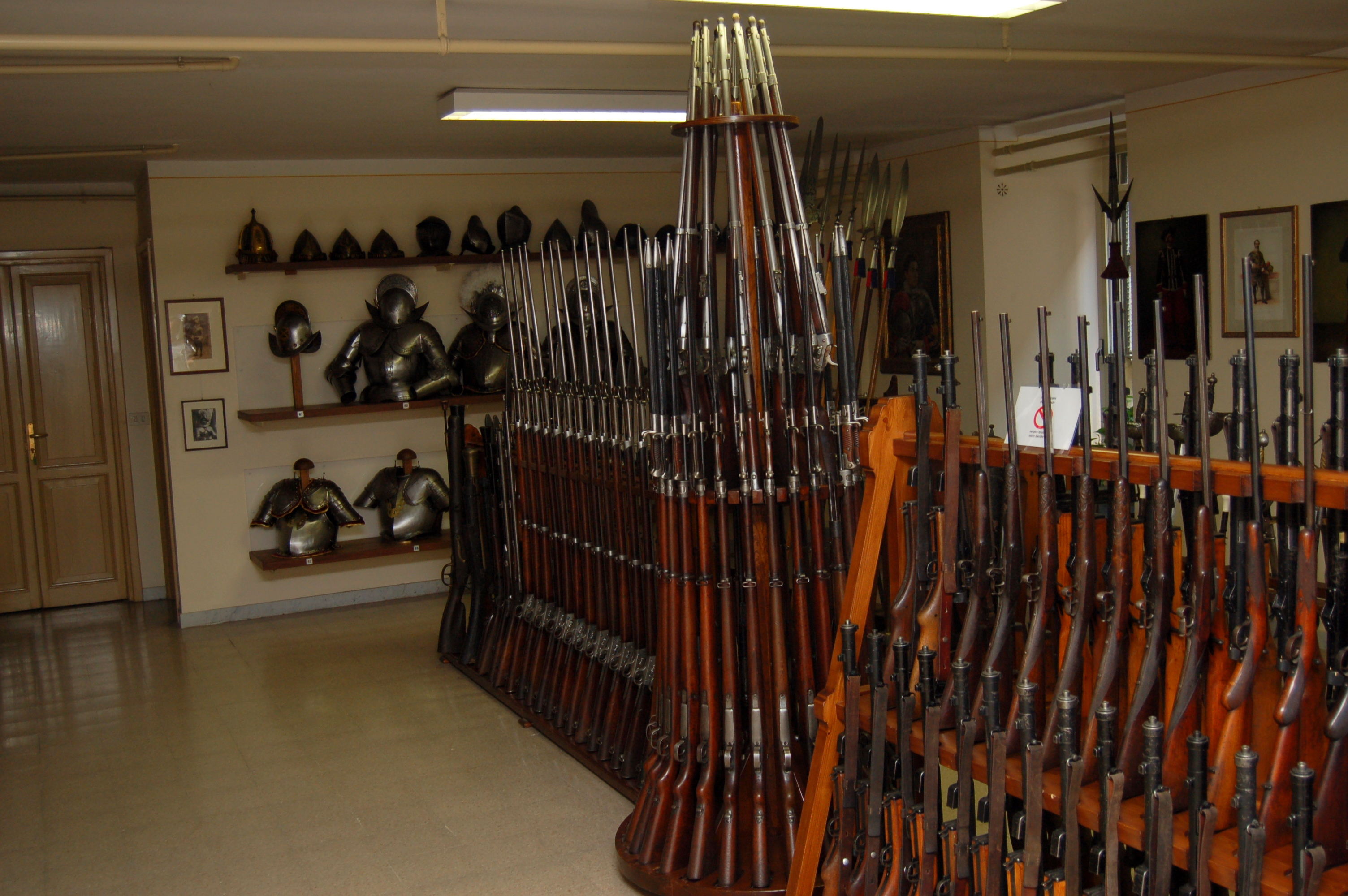
在衛隊軍械庫的武器裝備

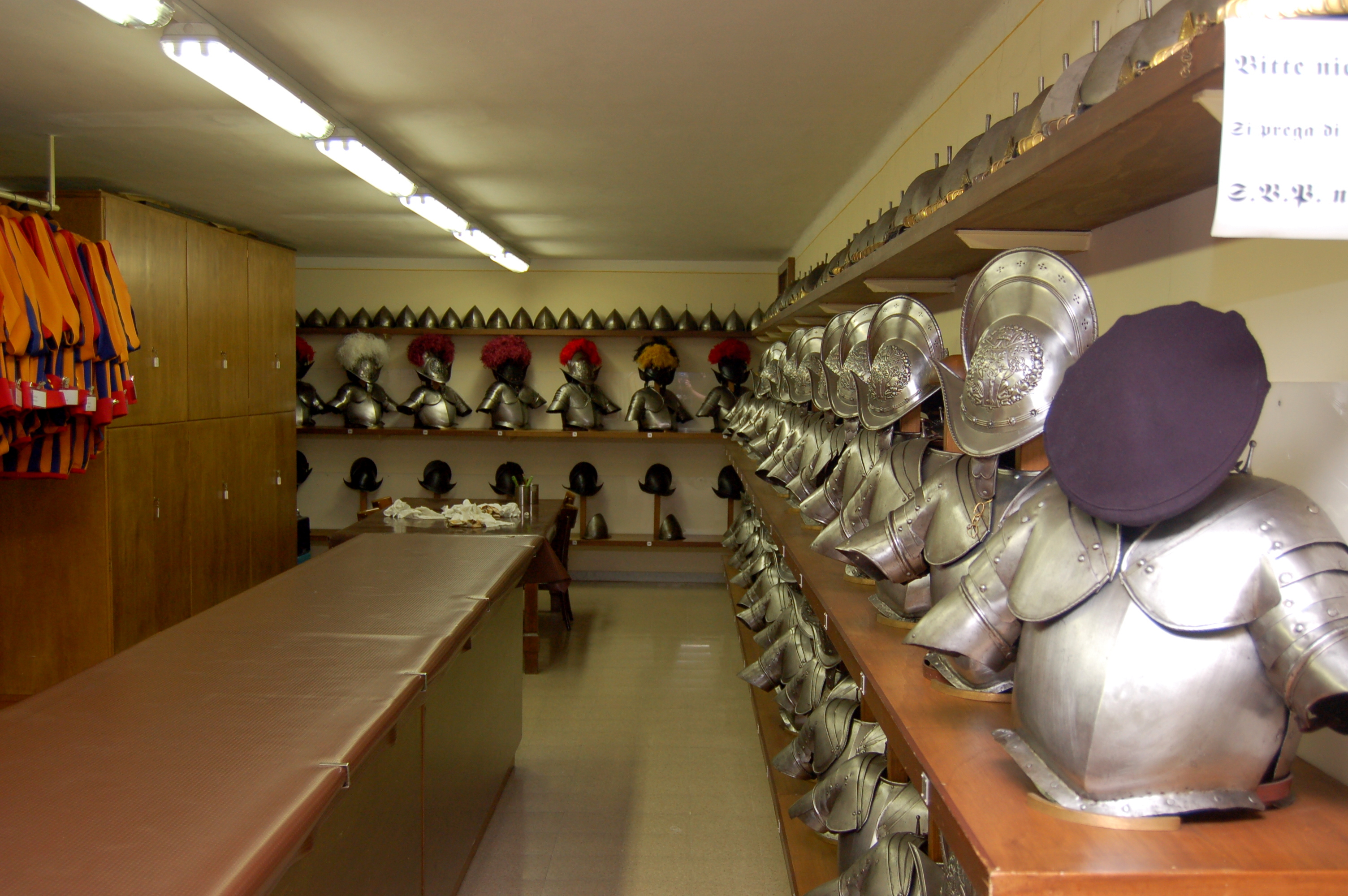
在衛隊軍械庫的盔甲裝備

- 斧槍
- 劍
- 直軍刀
- 焰形雙手大劍

### 服役中的輕兵器
- SIG P220手槍
- SIG P226手槍
- 格洛克19手槍
- HK MP5A3衝鋒槍
- HK MP7A1衝鋒槍
- B&T MP9戰術衝鋒槍
- SIG SG 550突擊步槍
- SIG SG 552卡賓槍
- B&T APC556突擊步槍

### 已除役的輕兵器
- 德萊賽M1907半自動手槍
- 索米M1931衝鋒槍
- SIG MKMO衝鋒槍（英语：SIG MKMO）
- MP40衝鋒槍
- 維特利步槍（英语：Vetterli rifle）
- K31步槍（英语：K31）

### 輔助武器
- 催淚彈
- 胡椒噴霧
- 警棍
- 泰瑟槍

## 獨立機構
不同於梵蒂岡憲兵，宗座瑞士近衛隊是負責保護教宗、顯要人物及所有屬於教宗的建築。而梵蒂岡憲兵的職責在於梵蒂岡城國的安全、社會秩序、邊境管制、交通管制、刑事調查及一般警務工作。

## 宗座瑞士近衛隊500周年
2006年5月，宗座瑞士近衛隊為慶祝成立500周年，來自瑞士的一組宗座瑞士近衛隊退伍隊員進行了歷時幾個月的遊行，通過了義大利羅馬。5月6日，宗座瑞士近衛隊在聖伯多祿大殿舉行了新隊員的宣誓就職，而不是在傳統上的聖達馬索庭院。在此遊行當中，來自倫敦的榮譽砲兵團的長槍兵和步兵也參與其中。榮譽砲兵團在音樂上也提供了鼓樂隊和樂團的支持。這次的活動，榮譽砲兵團員作為嘉賓出席。

## 其他問題
1981年5月13日，教宗若望·保祿二世在進入聖伯多祿廣場準備演講時被一名土耳其狂熱穆斯林槍手莫梅特·阿里·阿加槍擊。在這之後，宗座瑞士近衛隊的重點培訓，著重在對付意圖不利教宗的人物。這些重點培訓項目包括了徒手格鬥和增強小型武器。
1998年5月4日，宗座瑞士近衛隊遇到了百餘年來最大的醜聞之一：宗座瑞士近衛隊的指揮官阿洛伊斯·埃斯特曼于不明的情況下在梵蒂岡城被謀殺。根據梵蒂岡的官方說法，阿洛伊斯·埃斯特曼和他的妻子格拉迪斯·梅薩·羅梅羅被宗座瑞士近衛隊的年輕隊員塞德里克·妥恩奈（Cédric Tornay）殺害，而塞德里克·妥恩奈殺害了埃斯特曼夫妻之後就隨即自殺。埃斯特曼是在他被殺害的當天，被任命為宗座瑞士近衛隊的指揮官。

## 流行文化
惡魔獵人 Devil May Cry

## 外部連結
- Contemporary account of the attack on the Tuileries and the massacre of the Swiss Guards（页面存档备份，存于）,August 10,1792
- The Vatican's Official Swiss Guard site（页面存档备份，存于）
- Die Päpstliche Schweizergarde
- Swiss Watchers（页面存档备份，存于）, The Guardian, April 5, 2005
- Giga-Catholic Information （页面存档备份，存于）
- Oath ceremony photo（页面存档备份，存于）
- Swiss Guards official site
- Five Hundred Years of Loyalty（页面存档备份，存于）

## 参見
- 僱傭兵
- 宗座
  - 教皇国武装力量
- 梵蒂岡法律
  - 梵蒂岡憲兵